# Данн, Ливви
Оливия Пейдж «Ливви» Данн (род. 1 октября 2002 года) — американская художественная гимнастка и личность в социальных сетях. Ранее она была членом национальной сборной США, а в настоящее время является членом LSU Tigers по спортивной гимнастике. По состоянию на 2022 год она является самой высокооплачиваемой спортсменкой женского колледжа.В социальных сетях она собрала более 10 миллионов подписчиков и сотрудничает со многими компаниями.

## Карьера
Начала заниматься гимнастикой в ENA Gymnastics в 2005 году, в возрасте 3 лет.
Дебютировала на турнире American Classic 2014 года, где заняла 28-е место в многоборье.
В 2017 году была включена в национальную сборную на City of Jesolo Trophy 2017, где заняла 6-е место в многоборье.
В 2020 году в составе команды LSU Tigers выступала в нескольких дисциплинах, в том числе в чемпионате NCAA она набрала 9.9 баллов на брусьях, но не прошла в финал.